# Palais Arco-Zinneberg

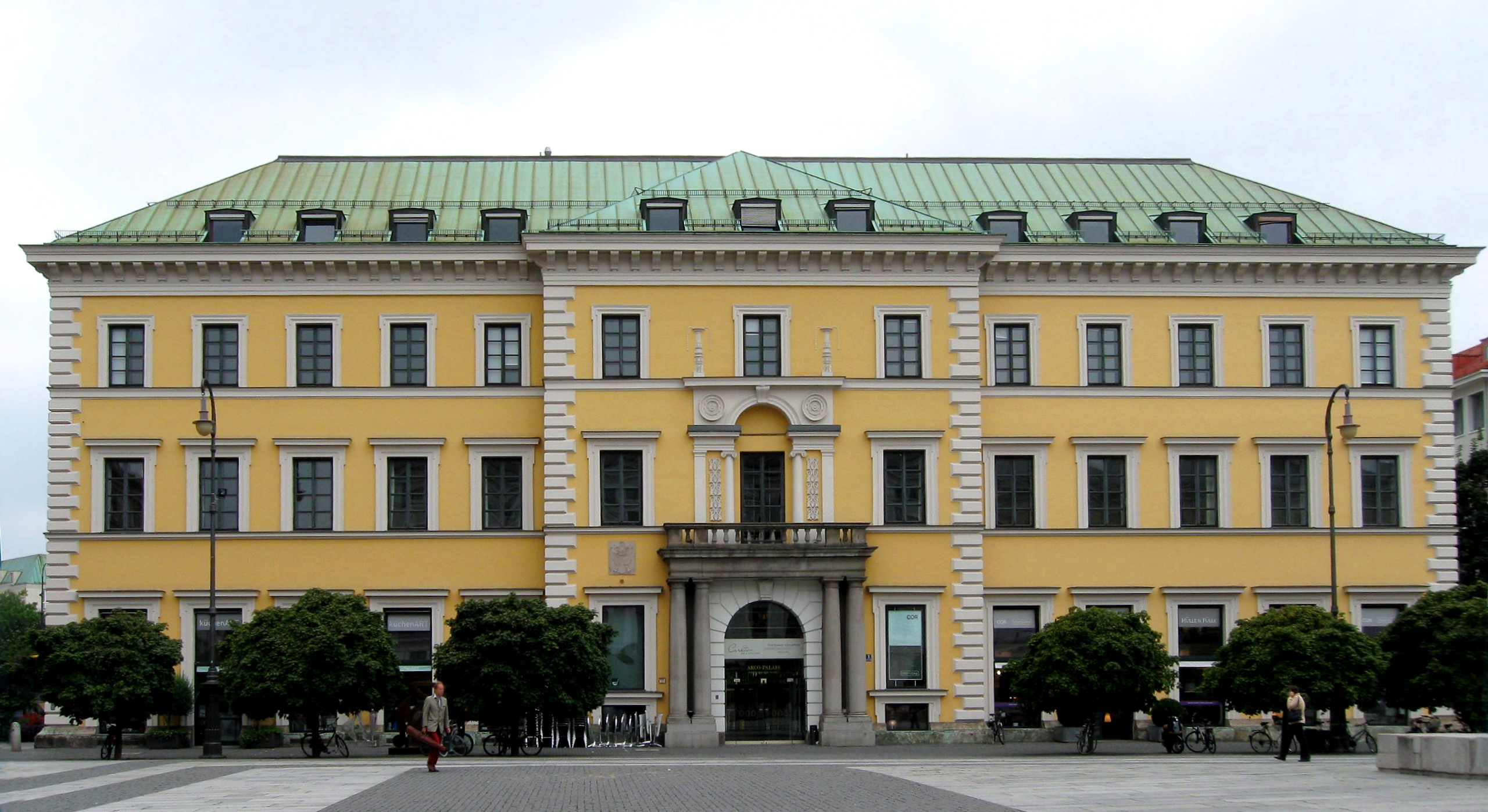
Hauptfassade des Palais Arco-Zinneberg

Das Palais Arco-Zinneberg, auch Gampenrieder-Palais genannt, ist ein klassizistisches Stadtpalais in München. Es steht an der Westseite des Wittelsbacherplatzes (Wittelsbacherplatz 1) im Stadtteil Maxvorstadt. Nach schweren Beschädigungen im Zweiten Weltkrieg und Wiederaufbau Anfang der 1960er Jahre wird es heute als Geschäfts- und Bürogebäude genutzt. Das Palais ist als Baudenkmal in die Liste der Baudenkmäler in München eingetragen und steht somit unter Denkmalschutz.

## Geschichte

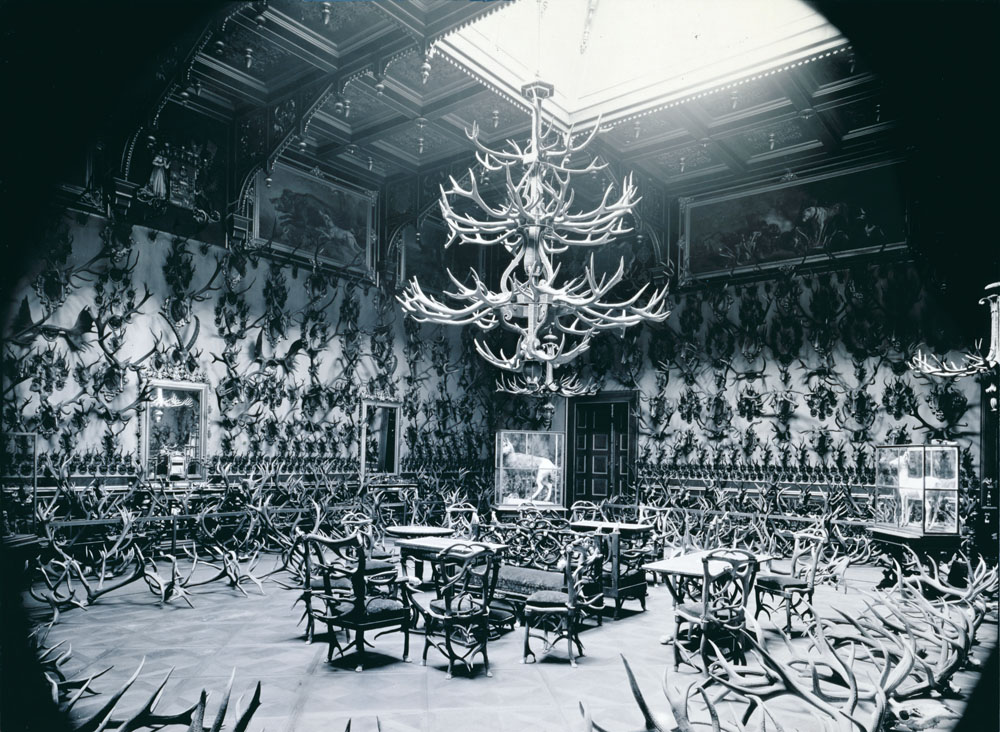
Geweihsammlung von Arco-Zinneberg im Gebäude um 1900

Das Gebäude wurde 1824/25 von den Bauunternehmern Rudolf Röschenauer und Franz Xaver Gampenrieder als Wohnhaus erbaut und nach der Fertigstellung an die gräfliche Familie Arco-Zinneberg verkauft. Die Pläne für das Haus lieferte der Hofarchitekt König Ludwigs I.von Bayern, Leo von Klenze. 1833 kam es als Hochzeitsgeschenk an den königlich-bayerischen Kämmerer Graf Maximilian von Arco-Zinneberg, der es gemeinsam mit seiner Frau Leopoldine von Waldburg-Zeil und den insgesamt 13 Kindern bewohnte. Die Familie hielt sich vor allem in den Wintermonaten dort auf. Nach mehrfachen Umbauten während des 19. Jahrhunderts diente es im Ersten Weltkrieg als Lazarett. Ab 1928 folgten weitere Umbauten, um das Palais für die Deutschen Werkstätten nutzbar zu machen.
Im Zweiten Weltkrieg wurde das Gebäude durch Bombentreffer 1944/45 so stark beschädigt, dass die Eigentümerfamilie es nach Kriegsende bis auf die Grundmauern niederlegen ließ, um es 1959/60 wieder aufzubauen. Lediglich der Portalbereich mit seinem Balkon blieb erhalten, die Fassaden wurden jedoch originalgetreu wiederhergestellt. Der moderne Innenausbau geschah nach Entwürfen des Architekten Roderich Fick. Das Palais ist auch heute noch Eigentum der Familie von Arco.

## Beschreibung

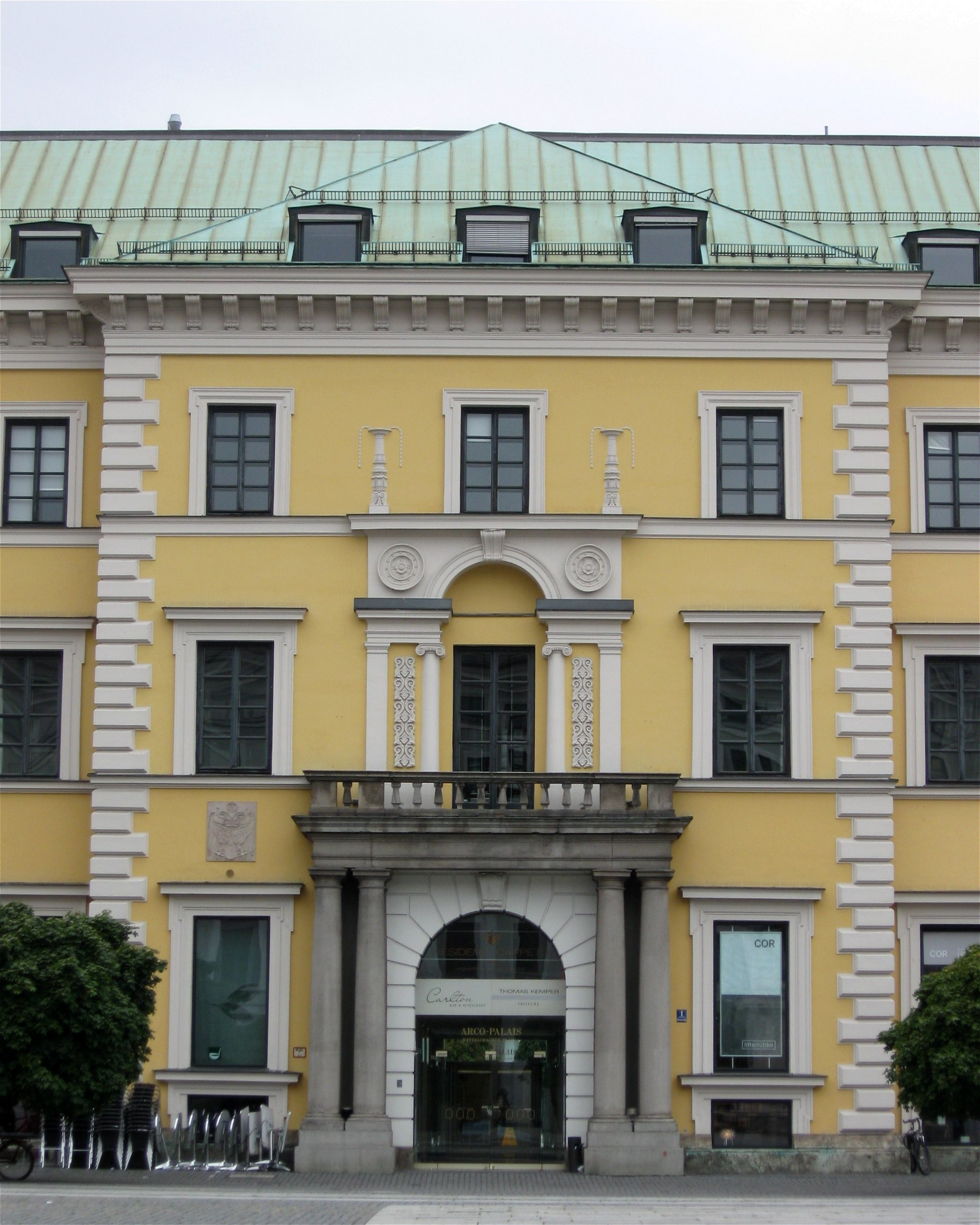
Mittelrisalit der Ostfassade

Das Gebäude ist ein rechteckiger Baukörper, dessen drei Geschosse von einem Walmdach abgeschlossen sind. Seine stuckverzierte Hauptfassade ist die zum Wittelsbacherplatz zeigende Ostseite, die symmetrisch klar gegliedert ist. Durch Fenster wird sie in 13 Achsen unterteilt, wovon drei im Mittelrisalit zu finden sind. Dieser besitzt – ebenso wie die Ecken des Gebäudes – Eckquaderungen in Rustika-Optik und nimmt das rustizierte Rundbogenportal auf. Der Eingang ist an beiden Seiten von zwei Säulen flankiert, die einen Balkon mit Balusterbrüstung tragen. Die zu diesem Balkon führende Tür ist im Palladio-Stil des Manierismus nach dem Vorbild des Florentiner Palazzo Medici Riccardi gestaltet.
Die zur Brienner Straße zeigende Südfassade besitzt wie die an der Finkenstraße liegende Nordfassade fünf Achsen. Die Rückseite des Palais grenzt an einen Lichthof.